# Internationaler Flughafen Jassir Arafat

i8
i11
i13
Der Internationale Flughafen Jassir Arafat (englisch Yasser Arafat International Airport, arabisch مطار ياسر عرفات الدولي Maṭār Yāsir ʿArafāt ad-duwalī), ehemals Gaza International Airport, war der einzige Flughafen für Verkehrsflugzeuge in den palästinensischen Autonomiegebieten und lag im Gazastreifen, südlich der Stadt Rafah nahe der ägyptischen Grenze. Die Einrichtung wurde am 24. November 1998 eröffnet und alle Passagierflüge wurden im Februar 2001 während der Zweiten Intifada eingestellt. Israel bombardierte am 4. Dezember 2001 die Radarstation und den Kontrollturm. Am 10. Januar 2002 schnitten schwere Bulldozer mit einer Metallkralle die Landebahn auf, wodurch der Flughafen funktionsunfähig wurde.

## Geschichte

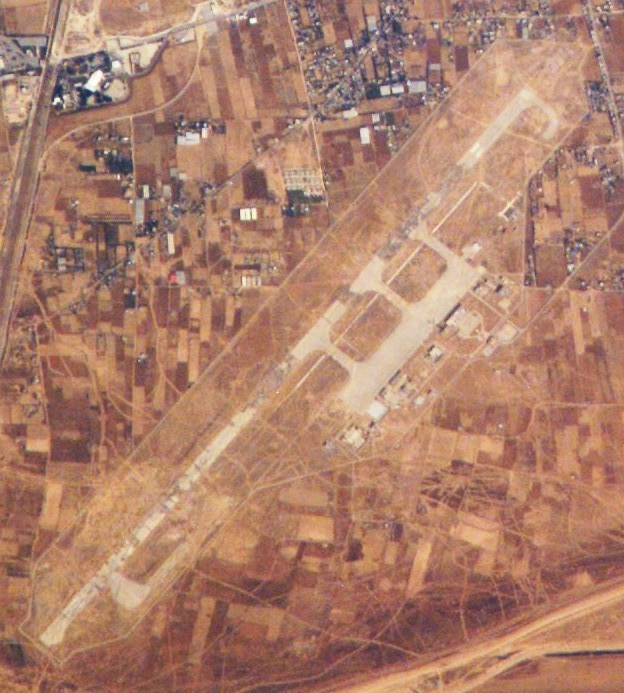
Satellitenfoto des International Gaza Airport (2008)

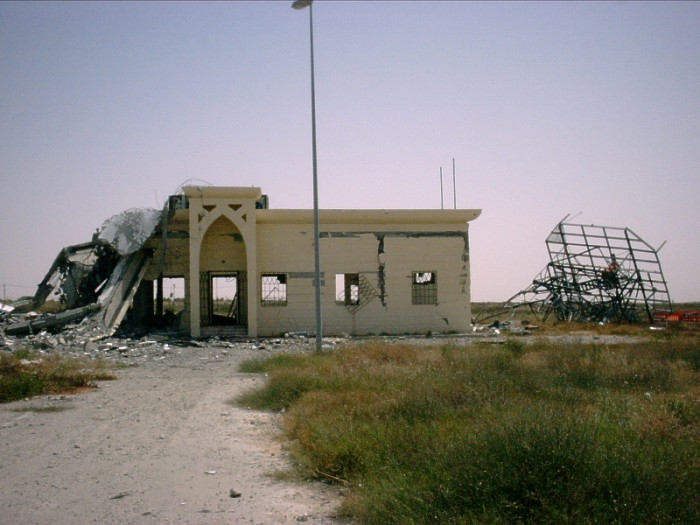
Zerstörungen am Flughafen durch die Bombenangriffe des israelischen Militärs (2003)

Die Eröffnung des Flughafens war eines der Verhandlungsergebnisse des Abkommens von Taba 1995. Er wurde nach einem Jahr Bauzeit am 14. Dezember 1998 in Anwesenheit von US-Präsident Bill Clinton und Palästinenserpräsident Jassir Arafat offiziell als Gaza International Airport (GIA) eröffnet. Die erste Landung erfolgte jedoch bereits am 24. November. Gebaut wurde er mit Geldern aus Deutschland, Spanien, Saudi-Arabien, Ägypten und Japan. Es wurde von marokkanischen Architekten (nach dem Vorbild des Flughafens Casablanca) und Ingenieuren entworfen, die vom marokkanischen König Hassan II. finanziert wurden. Die Gesamtkosten beliefen sich auf 86 Millionen US-Dollar. Damals wurde die Eröffnung des Flughafens als Beweis für Fortschritte auf dem Weg zur palästinensischen Eigenstaatlichkeit beschrieben und wurde zum nationalen Symbol der palästinensischen Unabhängigkeit. Die Abfertigung der Reisenden erfolgte zwar unter israelischer Aufsicht, jedoch durch palästinensisches Personal.
Der Flughafen wurde von der palästinensischen Zivilluftfahrtbehörde und der israelischen Regierung betrieben. Er konnte 700.000 Passagiere pro Jahr abfertigen und seine Gesamtfläche betrug 450 Hektar (1.100 Acres). Der Flugplatz diente bis zu seiner Schließung für den Passagierverkehr als Basis der Palästinensischen Fluggesellschaft.
Der erste kommerzielle Flug, der vom Flughafen Gaza abflog, war ein Flug der Palestinian Airlines nach Amman am 5. Dezember 1998. Im folgenden Jahr empfing der Flughafen 90.000 Passagiere und fertigte mehr als 100 Tonnen Fracht ab. Bis Mitte 2000 hatten einige ausländische Fluggesellschaften, darunter Royal Air Maroc und Egyptair, auch Flüge nach Gaza eingeführt.

### Zweite Intifada
Der Flughafen wurde im Februar 2001 während der Zweiten Intifada von Israel geschlossen und kurz darauf am 4. Dezember 2001 bombardierten die israelischen Streitkräfte die Radarstation und den Kontrollturm weitgehend, dabei wurde die Infrastruktur erheblich zerstört. Am 10. Januar 2002 schnitten Bulldozer die Landebahn mit einer massiven Metallkralle auf, wodurch der Flughafen funktionsunfähig wurde. Dies geschah als Vergeltung für den Tod von vier israelischen Soldaten zwei Tage davor und wegen der Vermutung, dass auf dem Luftweg Waffen in den Gazastreifen geschmuggelt werden würden.
Im März 2002 verurteilte die Internationale Zivilluftfahrtorganisation (ICAO) Israel scharf für den Angriff auf den Flughafen, den sie als Verstoß gegen das Übereinkommen zur Bekämpfung rechtswidriger Handlungen gegen die Sicherheit der Zivilluftfahrt (Montrealer Übereinkommen von 1971) ansah. Die ICAO forderte Israel außerdem auf, Maßnahmen zur Wiederherstellung der Anlage zu ergreifen, um ihre Wiedereröffnung zu ermöglichen.
Die Umbenennung des Flughafens nach Jassir Arafat erfolgte erst nach dessen Tod am 11. November 2004.
Seitdem ist die Landebahn nicht wiederhergestellt worden; die restlichen Anlagen waren per 2005 teilweise wieder instand gesetzt worden und wurden laufend gewartet. Versuche zur Wiederöffnung wurden jedoch von Israel unterbunden.
Im Jahr 2023 war vom ehemaligen Flughafen nichts mehr übrig. Der Flughafen war die Heimat von Palestinian Airlines; die Fluggesellschaft war 2001 auf den Flughafen al-Arisch in Ägypten umgezogen.